# Conyers
Conyers es una ciudad en el condado de Rockdale, Georgia, Estados Unidos. Se estimó en el censo de 2020 una población de 17,305 habitantes. La ciudad es sede de condado de Rockdale.

## Historia

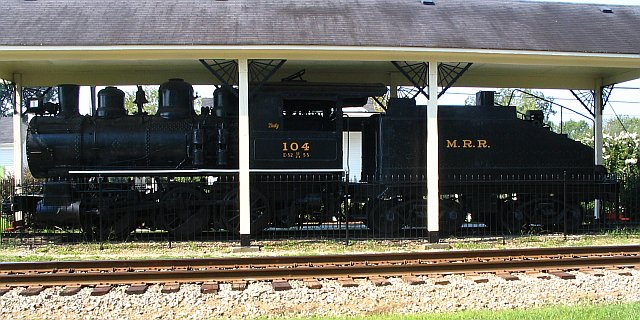
Locomotora a vapor del año 1905.

Antes del establecimiento europeo, el área que hoy ocupa Conyers, junto con el condado vecino de Rockdale, estaban ocupadas por nativos americanos de la cultura de los montículos, a los que se agregaron con el tiempo grupos maskoki y cheroquis. Por esta zona pasaba el “gran camino indio,” hoy llamado la “senda de Hightower”. Esta senda fue utilizada por los colonos blancos durante la revolución americana. 
Entre 1816 y 1821, el área conocida como Rockdale fue abierta a la colonización. John Holcomb, un herrero, fue el primer colono de la zona, y se instaló donde actualmente está el palacio de justicia del condado de Rockdale. 
El Dr. W. D. Conyers, un banquero de Covington, convenció a John Holcomb para que vendiera sus tierras y así permitir el desarrollo del ferrocarril por la zona. Hacia 1845, el ferrocarril ya atravesaba la zona. Y para 1854, casi 400 residentes vivían en la zona y Conyers fue oficialmente fundado. 
Conyers estuvo a punto de ser destruido varias veces por el fuego. Se dice[¿quién?] que sobrevivió la Marcha al mar de Sherman, durante la guerra civil estadounidense gracias a que un amigo de Sherman vivió en el área entre Conyers y Covington. 
En 1870, los alrededores fueron incluidos en el condado de Rockdale y Conyers se convirtió en la sede del condado. Durante la siguiente década, Conyers creció convirtiéndose en una ciudad salvaje. Tenía doce bares y cinco burdeles. El lado más reputado de la ciudad tenía 40 almacenes, la Universidad de Conyers, un hotel, un fabricante de carros y algunas buenas escuelas. 
Conyers alojó a varias congregaciones e iglesias. A lo largo de la calle principal se establecieron una iglesia metodista, una presbiteriana, y una bautista. Se dice[¿quién?] que en un cierto punto las congregaciones organizaron algunas demostraciones que persuadieron a los burdeles y los salones de dejar Conyers y mudarse a Covington. 
El renacer de Conyers comenzó en 1878 con las iglesias metodista y presbiteriana. En el 2000, la Primera Iglesia Bautista de Conyers, fue trasladada desde el centro de la ciudad a 3 km al sur del "Parque internacional del caballo de Georgia" a su localización actual.
Milstead, un pueblo vecino de molineros, se encuentra muy conectado con la historia de Conyers. En su apogeo, Milstead y Conyers tenían un ferrocarril privado que repartía productos, tales como algodón, del molino a Conyers para despachar a los centros de producción textil. El molino cerró durante la década de 1960. 
En 1944, se fundó un monasterio de la Orden de la Trapa, en el sur de la ciudad por Dom Frederic Dunne. La comunidad protestante del condado de Rockdale ayudó a terminar la estructura del mismo. 
En los años 60, la Interestatal 20 fue construida a través del condado. 
En los años 80, Conyers fue conocida como el “camino blanco”. Una residente, Nancy Fowler, afirmó tener visiones con la Virgen María. Numerosos peregrinos visitaron Conyers.
En 1996 se realizaron en Conyers, las competencias de equitación y Ciclismo de montaña, de los Juegos Olímpicos de Atlanta 1996. Por ese motivo, en Conyers se construyó el Georgia International Horse House.
En este pueblo se criaron las hermanas actrices Dakota y Elle Fanning.

## Personas destacadas
- Holly Hunter (1958), actriz
- Dakota Fanning (1994), actriz
- Elle Fanning (1998), actriz
- Teddy Swims (1992), cantante